# Mirkovac (Bośnia i Hercegowina)
Mirkovac (cyr. Мирковац) – wieś w Bośni i Hercegowinie, w Republice Serbskiej, w gminie Kozarska Dubica. W 2013 roku liczyła 215 mieszkańców.